# En liten ängel
En liten ängel är ett studioalbum från 1997 av det svenska dansbandet Thorleifs. Det nådde som högst 11:e plats på den svenska albumlistan.
Den 19 februari 1998, i Kungliga Tennishallen, tog bandet genom albumet i sin första Grammisnominering hem Grammisen i kategorin "1997 års dansband".  Övriga nominerade var Grönwalls, Arvingarna och Kikki Danielsson .
Den 2 maj 1998 fick bandet en platinaskiva, utdelad av Leif "Loket" Olsson i Bingolotto, för över 80 000 sålda exemplar av albumet. Albumet hade i Skandinavien sålt omkring 150 000 exemplar och blev är Thorleifs 33:e guldskiva, sedan man fick sin första 1974 med albumet "En dag i juni" .

## Låtlista
1. "Gröna blad"
2. "Se mej i ögonen"
3. "Genom skogar över ängar"
4. "Om du bara ville ringa mej"
5. "Följ mej"
6. "Utan dej" (instrumental)
7. "En liten ängel"
8. "Señorita"
9. "Jag skall vänta"
10. "Oh Josefin, Josefin"
11. "I dina blåa ögon"
12. "Alla underbara stunder"
13. "I dina klor"
14. "Det var du"
15. "Three Steps to Heaven"
16. "Don't Cry for Me Argentina" (instrumental)
17. "För vingarna bär"
18. "Tre gringos" (Thorleifs med Just D)

## Listplaceringar
| Lista (1997) | Topplacering |
| ------------ | ------------ |
| Sverige      | 11           |

### Fotnoter
1. ↑  ”Grammis”. Arkiverad från originalet den 17 mars 2012. https://web.archive.org/web/20120317055524/http://www.ifpi.se/wp/wp-content/uploads/100428-lc-vinnare-genom-%C3%A5ren.pdf. Läst 1 maj 2011.
2. ↑  ”Thorleifs - Grammis 1997”. Arkiverad från originalet den 17 augusti 2010. https://web.archive.org/web/20100817222445/http://www.thorleifs.se/sidor/arkiv/grammis97.html. Läst 14 december 2008.
3. ↑  ”Thorleifs - En liten ängel”. Arkiverad från originalet den 17 augusti 2010. https://web.archive.org/web/20100817222857/http://www.thorleifs.se/sidor/historienthorleifs/platinaenlitenangel.html. Läst 14 december 2008.
4. ↑  Listplacering